# Paulo Tiefenthaler
Paulo Tiefenthaler (Coira, 25 de junio de 1968) es un actor suizo-brasileño.

## Biografía
Tiefenthaler nació en Coira, Suiza, durante un viaje de sus padres en Europa, pero se crio en Río de Janeiro. Paulo es de origen portugués, alemán y suizo.

## Filmografía

### Cine
| Año  | Título                | Personaje         |
| ---- | --------------------- | ----------------- |
| 1998 | Orfeu                 |                   |
| 2013 | O Lobo atrás da Porta |                   |
| 2014 | Trinta                | Fernando Pamplona |
| 2014 | A Noite da Virada     | Duda              |
| 2015 | Mulheres no Poder     | Stefan            |
| 2016 | O Roubo da Taça       | Peralta           |

### Televisión
| Año       | Título         | Personaje       |
| --------- | -------------- | --------------- |
| 2001-2002 | El clon        | Butler          |
| 2008-2013 | Larica Total   | Paulo Oliveira  |
| 2011      | Rockgol        |                 |
| 2012      | Suburbia       | Costa           |
| 2012      | (fdp)          | Carvalhosa      |
| 2014      | Amor Verissimo | Varios          |
| 2014      | Ojos sin culpa | Nelson          |
| 2016      | Terminadores   | César           |
| 2016      | Haja Coração   | Rodrigo Furtado |
| 2016      | Bipolar        |                 |
| 2018      | Samantha!      | Flávio Júnior   |
| 2024      | Família é Tudo | Pedro Mancini   |